# Cal Quitèria
Cal Quitèria és un edifici del municipi de Sant Cugat del Vallès (Vallès Occidental) que forma part de l'Inventari del Patrimoni Arquitectònic de Catalunya. Els terrenys en què es reedificà la masia eren propietat d'un terratinent i formaven part de la vinya de la Riera. Actualment hi té la seu el Centre Grau-Garriga d'Art Tèxtil Contemporani.

## Els Pahissa
Josep Pahissa Claret és un pagès de Sant Cugat del Vallès que fa fortuna amb la vinya i el vi a la segona meitat del segle xix, al 1878 obté un terreny al nou eixample de la vila amb la idea de promoure la construcció de casa. La casa es construeix el 1879, però es reforma al 1884 transformant la façana sud, convertint-la en la façana principal. Segueix l'estil classicista de la pagesia pròspera del moment, incloent un rellotge de sol i terrissa decorativa. El nom de Cal Quitèria es deu al costum del seu fill d'encomanar-se a aquesta santa. Des de 1879 fins a l'any 2002 hi viuran cinc generacions, pràcticament tots dedicats a l'agricultura.

## Descripció

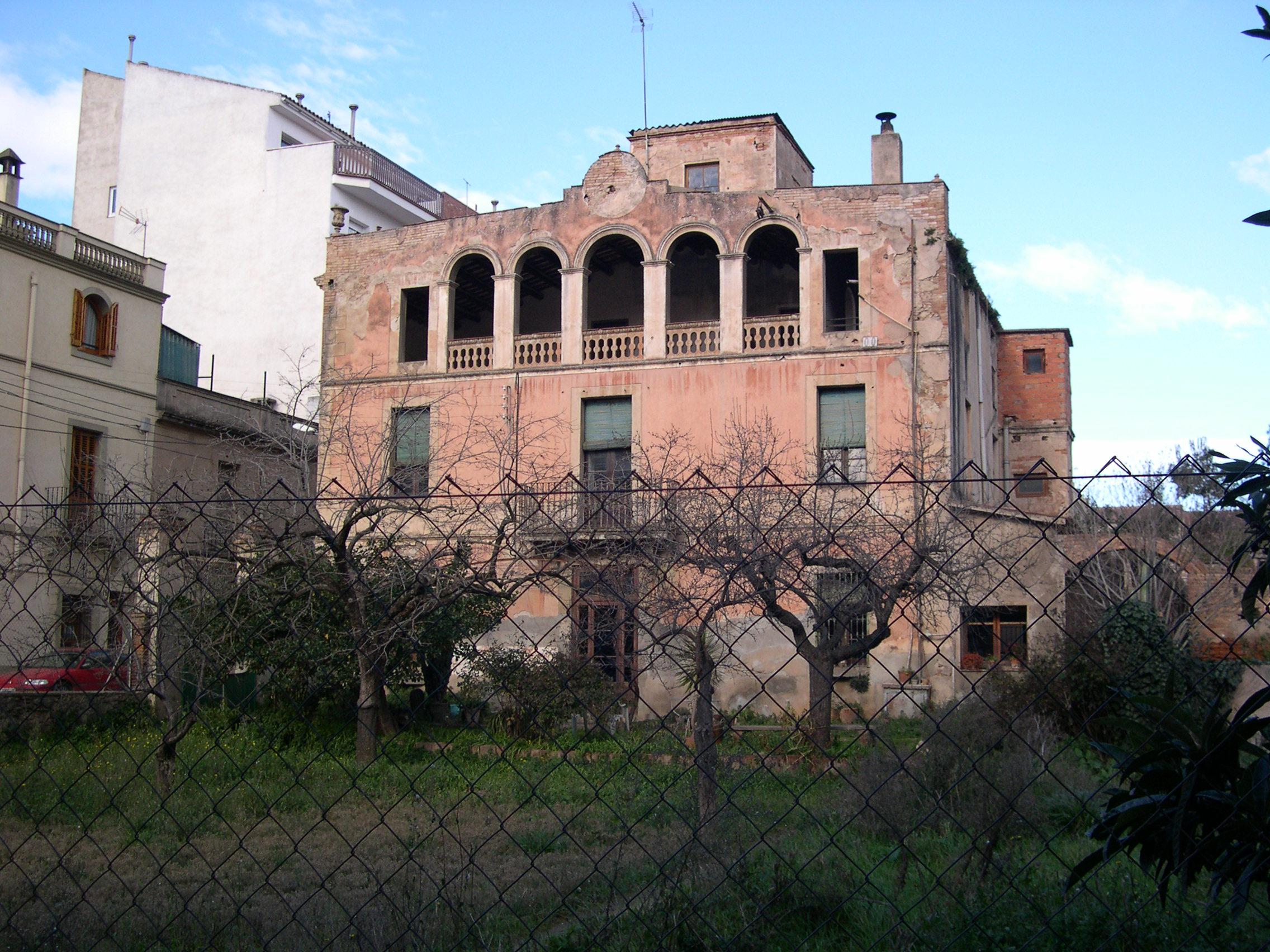
Cal Quitèria el 2003, abans de la remodelació actual

És una masia situada dins del poble amb un gran pati al davant. És de planta rectangular i té planta baixa, pis i golfes que s'obren a la façana principal per una galeria de cinc arcs de mig punt i balustrada. Les obertures mantenen una estructura simètrica en la seva disposició, i són rectangulars. Per sobre de la teulada s'aixeca un torratxa, la façana és arrebossada i als angulars arrebossats imitant pedra.
La planta baixa acollia el menjador, la cuina i un ampli celler a la part més ombrívola. A la planta pis s'hi distribuïen les sales i alcoves. La planta de les golfes, airejada, servia per guardar-hi les collites i criar aus. Disposava de quadra i estables i un gran hort davant. Hi destaquen les pintures de l'artista Oleguer Junyent, que hi estiuejava, a l'antic menjador.